# Abecsu Bajan
Abecsu Bajan (Volló (tartomány), Etiópia, ? – 1876 után), amharául: አብቺው, Szahle Mariam soai király, 1889-től II. Menelik néven etióp császár ágyasa és Aszkala Mariam soai hercegnő, 1916-tól I. Zauditu néven etióp császárnő édesanyja.

## Élete
Apja Bajan, anyja ismeretlen. Etiópia Volló tartományában született kisnemesi családból, ezért megillette a Voizero Abecsu megjelölés. Volt egy fivére is, Sebasi Bajan úr.
Szahle Mariam soai király (négus), 1889-től II. Menelik néven etióp császár ágyasa lett, mely kapcsolatból egy kislány született 1876. április 29-én, aki a keresztségben az Aszkala Mariam nevet kapta, amely egy virág neve, de a családban „Mamite” (Baba) becenéven szólították csak. Ő lett a későbbi Zauditu etióp császárnő.
Bár a későbbi II. Meneliknek, Etiópia császárának és Soa királyának több ágyasa is volt, és tőlük számos házasságon kívül született gyermeke származott, többek között Aszfa Vosszen (1873–1888), Zauditu bátyja és Soa Reged (1867–1897), Zauditu nővére, ennek ellenére Abecsu lánya, a későbbi Zauditu császárnő lett apja kedvence. A lánya kis gyermek volt még, mikor Abecsu úrnő meghalt, így Zauditu apja mellett, dajkák felügyelete alatt királyi pompában nevelkedett. Etiópiában nem tettek nagy különbséget a házasságból és a házasságon kívüli kapcsolatból született gyermekek között. Abecsu így nem érhette meg, hogy lánya 1916-ban Etiópia trónjára emelkedett.

## Gyermeke
- Házasságon kívüli kapcsolatából Szahle Mariam soai királytól, 1889-től II. Menelik néven etióp császártól, 1 leány: 
  - Aszkala Mariam (1876–1930) úrnő, I. Zauditu néven Etiópia császárnője (ur.: 1916–1930), 1. férje Araja Szelasszié (1867 szeptember előtt – 1888. június 10.), Tigré királya, IV. Johannész etióp császár fia, nem születtek gyermekei, 2. férje Gvangul Zegeje ( – 1904. szeptember), Vag ura (Vagsum), a Zagve-dinasztia feje, 1 leány, 3. férje, Vube Atnaf Szeged (–1913), nem születtek gyermekei, 4. férje, Rasz Gugsza (1877. április – 1930. március 31.), Begameder kormányzója, Taitu etióp császárné unokaöccse, 1 leány:
    - (2. férjétől): N. Gvangul (leány) (Addisz-Abeba, 1891. november – 1895. január)
    - (4. férjétől): N. Gugsza (leány) (Addisz-Abeba, 1906. január – Addisz-Abeba, 1906. január)